# Wet sociale werkvoorziening
De Wet sociale werkvoorziening (Wsw) is de Nederlandse wet die regelt dat arbeidsgehandicapten die door lichamelijke, verstandelijke of psychische beperkingen uitsluitend in staat zijn onder aangepaste omstandigheden arbeid te verrichten, kunnen werken op een zo regulier mogelijke en op hun individuele mogelijkheden aangepaste arbeidsplek in de sociale werkvoorziening.
- De Wsw kent drie doelstellingen:

1. het realiseren van arbeid onder aangepaste omstandigheden voor de arbeidsgehandicapte die daarop is aangewezen en daarvoor is geïndiceerd,
2. het behouden en zo mogelijk bevorderen van de arbeidsbekwaamheid van de arbeidsgehandicapte en
3. het zo mogelijk realiseren van uitstroom van de arbeidsgehandicapte naar een reguliere baan.

- Afbakening ten opzichte van zorg en arbeidsmarkt:

1. De Wsw is het sluitstuk van het wettelijk arbeidsmarktinstrumentarium. Als werken met behulp van de Wsw niet lukt, dan is er voor de arbeidsgehandicapte geen alternatief meer beschikbaar.
2. Mensen die zorg en zinvolle daginvulling nodig hebben komen uit bij dagbesteding in het kader van de Algemene Wet Bijzondere Ziektekosten. Er zijn verschillen in de ligging van de ene sociale werkplek en de andere vergeleken met dagbesteding.

Volgens het Regeerakkoord 2012 wordt instroom in de Wsw in zijn huidige vorm en voorwaarden gestopt met ingang van 1 januari 2015. Gemeenten krijgen binnen de kaders van de Participatiewet de ruimte om
beschut werk zelf te organiseren als voorziening.